# Thinophilus magnipalpus
Thinophilus magnipalpus är en tvåvingeart som beskrevs av Van Duzee 1926. Thinophilus magnipalpus ingår i släktet Thinophilus och familjen styltflugor. Inga underarter finns listade i Catalogue of Life.